# Haftkel
Haftkel (persisch هفتکل) oder Haftgel (persisch هفتگل) ist ein Ort in der Provinz Chuzestan im Südwesten des Iran.
Die Stadt entstand, als vor rund 100 Jahren die Anglo-Persian Oil Company in dieser Gegend nach Erdöl suchte.

## Söhne und Töchter der Stadt
- Amiri Mangashti (1936–2021), Gewichtheber